# Krasnyj Proletarij Moskwa
Krasnyj proletarij (ros. Красный пролетарий) – drużyna piłkarska z Moskwy istniejąca w latach 1923–38. Czasem nazywana w skrócie ZKP (Zawod Krasnyj proletarij).

## Historia
Piłkarski klub "Krasnyj proletarij" jest bezpośrednim następcą klubu ZKS Moskwa.
Drużyna brała udział w Mistrzostwach Moskwy. Najlepszym wynikiem było 4. miejsce (1929, 1931, 1934).
Po nieudanym występie w krajowym pucharze w roku 1938 klub już więcej w profesjonalnych rozgrywkach nie wystąpił.